# Велика жупа Крбава-Псат

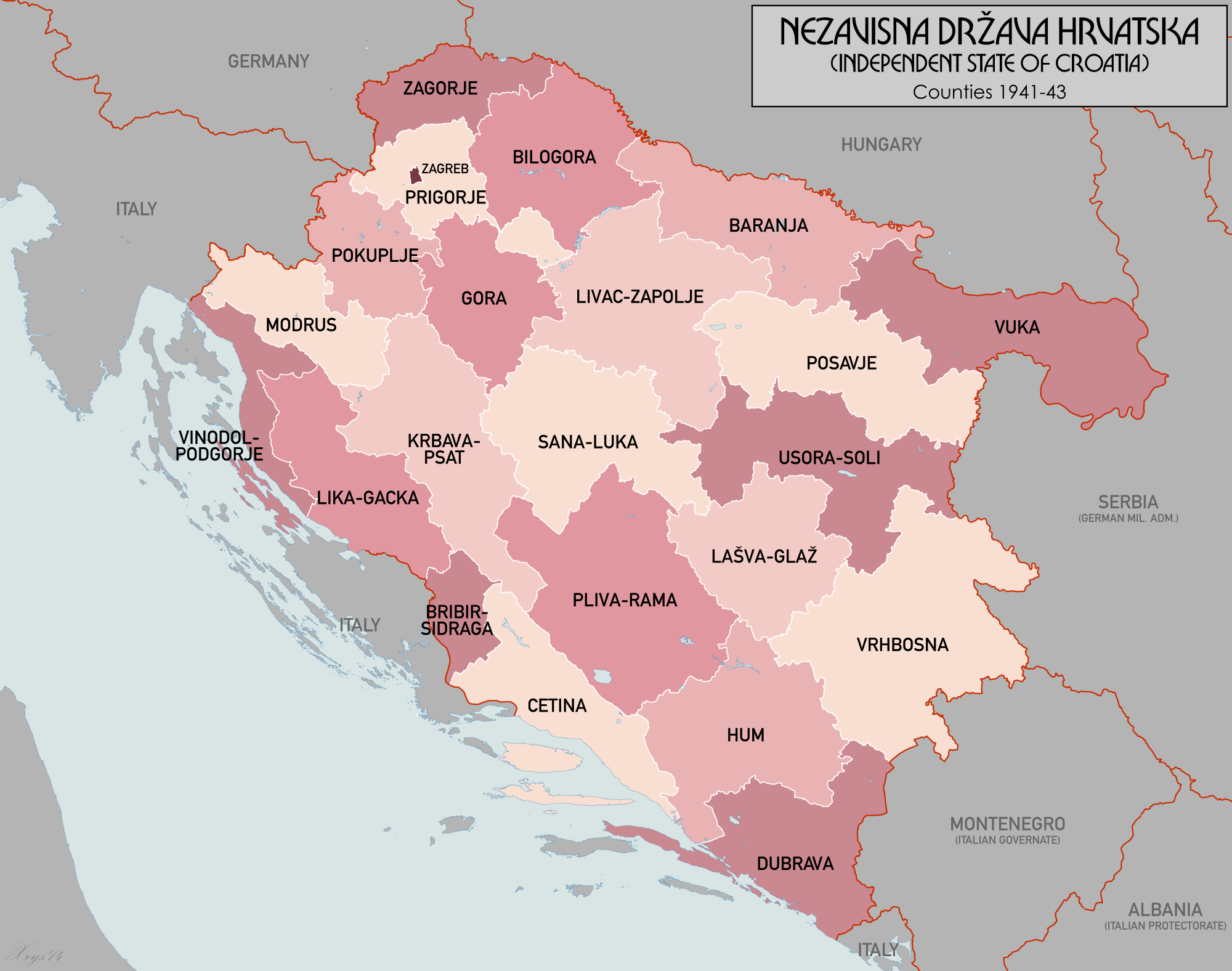
Адміністративний поділ НДХ

Велика жупа Крбава-Псат (хорв. Velika župa Krbava-Psat) — адміністративно-територіальна одиниця Незалежної Держави Хорватії, що виникла 16 червня 1941 та існувала на території Боснії і Герцеговини під час Другої світової війни. Адміністративний центр — Бихач. До 5 липня 1944 мала назву Крбава і Псат.
Цивільною адміністрацією у великій жупі керував великий жупан, якого призначав поглавник (вождь) Анте Павелич.
Велика жупа поділялася на райони, які називалися «котарські області» (хорв. kotarske oblasti) і збігалися в назві з їхніми адміністративними центрами:
- Бихач
- Босанська Крупа
- Босанський Петроваць
- Босансько-Грахово (до 1 січня 1942 р., потім перейшов до великої жупи Брибір і Сидрага)
- Цазин
- Доній Лапаць (до 1 січня 1942 р.; розформований і відійшов до великої жупи Гацька і Ліка)
- Босанський-Новий (з 5 липня 1944 р., а перед тим — у великій жупі Гора)
- Двор (з 5 липня 1944 р., а дотоді — у великій жупі Гора)
- Велика Кладуша (під назвою «котарська іспостава» (хорв. kotarska ispostava))
- Кулен-Вакуф (під назвою «котарська іспостава»)
- Корениця (до 20 грудня 1941 р., після того — у великій жупі Гацька і Ліка)

Крім того, в окрему адміністративну одиницю було виділено місто Бихач.
Через воєнні дії та присутність ворожих сил адміністративний центр із 23 липня до 23 вересня 1944 року перенесено з Бихача у Баню-Луку.
З воєнних причин 13 грудня 1944 року у великій жупі було оголошено надзвичайний стан, тому цивільну владу замінила військова. Цивільне керівництво перейшло до командира військ прибережного відрізка Ліки. 27 березня 1945 року питання цивільного управління перебрав на себе голова цивільної адміністрації на посаді спеціального уповноваженого «на території великих жуп Вука, Бараня і Посав'є».